# MG・MGC
MGC（エムジーシー）は、イギリスのスポーツカーブランドである、MGの主要車種の一つMGBのバリエーションのひとつ。

## 概略
1962年に発表されたMGBは、1.8Lの直列4気筒OHVエンジンを搭載していた。しかし、時代のモアパワー、モアスピードの要求に応えると同時に、グループ企業であるBMC傘下の大排気量6気筒OHV搭載オープンスポーツカー、オースチン・ヒーレーを置き換える車種として、6気筒エンジンを搭載したMGCが発売されるに至った。
1967年に発表され、オープン2座モデルと、GTと呼ばれるクーペボディモデル、GTのレーシング・スペシャルモデルであるGTSの3種類がある。エンジンはBMCグループで実績のある直列6気筒OHV2,912ccを搭載。
エンジン重量増による前後重量配分の悪化と、フロントサスペンションがトーションバー型式のため、旋回性に劣るとされるが、クルージングは余裕のあるトルクと馬力のために快適である。モータースポーツの分野ではワークス、セミワークスとして活躍したが、重量バランスとフロントサスペンションの構造上、運動性能が全般に優れているとは言い難く、マーケティングとしては不成功に終わった。運動性能に関しては1973年に類似のコンセプトで開発されたMGB GT/V8に於いて劇的に改善された。なお、後継車種はこのMGB GT/V8、及び1992年に発売されたV8エンジン搭載のMG RV8。
最高時速は120mph、0-60 mph加速は8.5秒、燃費は燃料1ガロンあたり約20～26マイルとされている。ミッションは4速MTに加え、3速トルクコンバーター式ATもラインアップされていた。

## その他
4気筒モデル（MGB）でも同様であるが、GTボディの日本国内登録の場合、自動車保安基準の審査事務規定第5章34-1-（2）-(1)に規定されている「自動車の運転者以外の者の用に供する座席は、一人につき大きさが幅380ミリ以上、奥行400ミリ以上であること」という内容に対して、特に奥行方向で満たしていないために4人乗車登録ができない。